# Culti sincretici africani
Il contatto fra le religioni africane tradizionali e il cristianesimo, a partire dall'epoca coloniale, ha dato origine a numerosi culti sincretici in cui convivono credenze, pratiche e rituali cristiani e tradizionali. In alcuni casi (per esempio nel caso di diversi movimenti indipendentisti), il sincretismo religioso è stato parte di un più vasto fenomeno di commistione di schemi africani ed europei in campo politico, economico, sociale e via dicendo.

## Il Vodoun

### Un'antica religione africana incontra il cristianesimo e altri culti locali nel Nuovo Mondo
Il Vodoun è una delle religioni più antiche dell'Africa occidentale che ebbe origine nelle foreste pluviali e nelle savane del sud del Benin, del Togo e del Ghana orientale e che è tuttora professata e praticata dai popoli Fon, Ewe e Ga stanziati in tali regioni. Secondo molti studiosi e conformemente all'autorevole opinione del capo vodoun del Benin Sossa Guedédéhoungué, la religione avrebbe avuto origine nell'area geografica dell'Adja Tado, sul fiume Mono che divide Togo e Benin, diffondendosi poi a raggiera e mantenendosi anche dopo le pressioni colonialiste al fine di rispecchiare un'identità africana da contrapporre alla religione degli invasori. 
Il culto vodoun conta più di cinquanta milioni di seguaci solo in Africa occidentale, ma anche adepti a Cuba, Haiti e Brasile, dove tali pratiche e credenze sono giunte per mezzo della tratta degli schiavi. La parola vodoun, detta anche vudù, vodun e voodoo, trova origine tra le genti Fon del Benin e significa spirito o “dio”, ma anche “nascosto, misterioso, sacro”, per gli Ouatchi “messaggero del profondo” poiché il sacro non abita in cielo, ma in terra dove sono sepolti gli antenati.  Nell'universo vodoun esiste un pantheon notevolmente ricco di divinità, detti Orisha (dalle parole yoruba ori, testa e sha, prendere) in grado di mettere in comunicazione il mondo terreno con quello sovrannaturale. L'Orisha è una forza pura, àsé, immateriale, che non può essere percepita dagli esseri umani se non prendendo possesso di uno di loro. L'uomo scelto ed eletto è il suo elegun, colui che ha il privilegio di essere posseduto.

### Feticci
Le divinità vodoun popolano la natura e tutti i suoi elementi: la terra, gli alberi, le pietre e gli oggetti inanimati. Esse si manifestano sotto numerose sembianze e forme, dalle figure scolpite ai tumuli informi di terra contenenti medicamenti (miscele di piante, erbe e altre sostanze misteriose e sacre), ai quali spesso ci si riferisce con il nome di feticcio. Questo termine è stato utilizzato per la prima volta dai portoghesi nel XVI secolo, dal significato feitiço, “incantesimo” e ha assunto spesso, per gli occidentali, una valenza negativa. Essi erano spesso custoditi in statuette particolari destinate a proteggere questi oggetti magici provvisti di un alto grado di forza sovrannaturale. Tra i vari feticci si annoverano le statuette-reliquiario, ossia statuette antropomorfe che, nella zona del ventre, hanno una cavità per deporvi gli oggetti magici (artigli, denti di leopardo o leone, pietre, conchiglie, peli, pelle, etc.). 
Si tratta di una derivazione dai reliquiari cristiani, introdotti ancora una volta dai portoghesi nel XVI secolo, nell'intento di cristianizzare la religione. Altri feticci sono a forma di croce ed esistono immagini per il culto della fecondità (madre con il bambino) le quali, almeno dal punto di vista formale, riflettono un'evidente influenza cristiana. Tra i feticci di carattere maligno ci sono i feticci da chiodi, che consistono in raffigurazioni di uomini e animali che si crede agiscano per magia simpatica: quando si desidera nuocere a qualcuno, si conficca un chiodo nella scultura e si recitano contemporaneamente delle formule magiche prescritte.

### Maschere
Oltre ai feticci, anche le maschere sono considerate oggetti carichi di potenza soprannaturale per la religione vodoun, infatti esse sono spesso il mezzo per captare la forza ultraterrena degli spiriti e appropriarsene, utilizzandola a beneficio della comunità. La maschera è solo un simulacro dello spirito e chi la indossa non viene identificato con esso finché questo non possieda la sua persona che cade in trance, "fuori di sé", nel momento cruciale della cerimonia o della danza, muovendosi, parlando e atteggiandosi in modo completamente differente da quello abituale, come fosse solo uno strumento del dio che lo invade e possiede. Una delle massime aspirazioni del credente vodoun è quella di riuscire ad abbandonarsi completamente allo spirito di una divinità e attraverso lo stato di estasi raggiunto grazie al rituale della possessione, il suo corpo è posseduto dallo spirito divino e attraverso esso la divinità parla, comunica, agisce.

### Le celebrazioni di Kokuzhan
Ogni tre anni in un bosco di palme in riva al mare sul confine tra Togo e Ghana, migliaia di seguaci vodoun si incontrano per una spettacolare manifestazione che dura sette giorni, chiamata Kokuzhan, in onore della divinità Flimani Koku, l'antico dio guerriero. Il culto di questo dio guerriero ebbe origine un centinaio di anni fa quando i predecessori Ewe portarono dal Benin fino in Ghana il feticcio della divinità, una grossa zucca contenente quattordici coltelli sacri. L'equivalente femminile del feticcio è detta "azizan" e contiene porzioni di termitai con proprietà medicinali. Dopo l'apertura della zucca gli adepti cadono irrigiditi in uno stato di 'trance' e, per risvegliarli, il sacerdote li asperge con una pozione di acqua ed erbe.
In epoca antica, Koku garantiva la protezione dei combattimenti e l'invincibilità in guerra; oggi fornisce difese contro la stregoneria e la magia nera. In questi raduni gli adepti raggiungono nelle danze vorticose lo stato incosciente di possessione e in tali particolari condizioni psicofisiche mostrano una grande capacità di sopportazione al dolore. Considerati miracoli, queste prove sovrumane manifestano lo straordinario potere della divinità. 
Alla fine la possessione giunge ad uno stato di sublimazione in cui si diviene coscienti della comunione con il proprio dio e, secondo quanto gli adepti riferiscono, questa è una delle più alte sensazioni di felicità che l'uomo possa mai provare. 
Per raggiungere tale estasi non si fa uso di droghe, è sufficiente la forza della fede. Alla fine, il risveglio è lento e non si ha coscienza di ciò che è avvenuto e delle prove affrontate.

### Ospedali e sacrari vodoun dedicati alle principali divinità
Il Voodoo Hospital a Seko, nel Togo, è uno degli ospedali tradizionali dell'Africa occidentale e cura problemi spirituali che sono origine di dolori fisici e psichici che la medicina occidentale non può risolvere. L'ospedale ha tre sacrari, considerati dimora terrestre degli dei e in ognuno di essi abitano divinità che vengono ogni giorno invocate per risolvere problemi mentali, paralisi, lebbra, cirrosi epatica, epilessia e il cosiddetto mal d'amore. Uno dei sacrari dell'ospedale ospita la divinità femminile Gabara consultata dagli innamorati, soprattutto donne, e spesso ricoperta di doni e offerte.
Un altro sacrario dell'ospedale è dedicato a Hebioso, dio del tuono conosciuto anche come Shango tra gli Yoruba, Xevieso in gumbè per i Mina del Togo e del Ghana e Hèvioso in fongbè in Benin. In Brasile ci sono addirittura dodici diversi Xango e a Recife il suo nome è divenuto sinonimo delle cerimonie religiose afro-brasiliane. Secondo alcuni storici Shango è stato il terzo re di Oyo (Alaafin Oyio) la capitale della confederazione yoruba. 
Altri dei minori sono: Loko (in fongbè) e Iroko (in yoruba), dio della fecondità che risiede nell'omonimo albero (Chlorophora excelsa), Sakpata (in fongbè) o Shapanan (in yoruba), temuto e tremendo dio del vaiolo e delle malattie contagiose; i suoi adepti in trance mimano le convulsioni, i tremiti della febbre e il dolore della malattia. Poi ci sono: Oshoumarè (in yoruba), il serpente simbolo della continuità e del rinnovamento, fonte di arricchimento o di morte, Aghè (per i Fon) o Oshossi (per gli Yoruba), dio della caccia e della foresta, il cui culto è praticamente scomparso oggi in Africa, ma ha conosciuto uno straordinario successo in Brasile. Poi ancora: Nana Buruku (anche Buluku o Brukung) è la più vecchia delle divinità delle acque, dea primordiale, maestosa e veneranda signora, Yémanja, divinità yoruba del mare e delle acque dolci e madre di numerose divinità. Si pensa che quest'ultima debba essere identificata con Mami Wata, divinità femminile venerata in Brasile, sulle coste del Golfo di Guinea, in Nigeria, in Benin, in Togo e in Ghana.

### Rapporti attuali tra la religione vodoun e la religione cristiana
Per diversi motivi, il rapporto tra la religione vodoun e cristiana, nonostante i forti elementi sincretici dovuti inevitabilmente alla storia, non è mai stato dei migliori. Oggi, concluse le dolorose vicende della schiavitù e del colonialismo a cui molti cristiani hanno collaborato, la relazione tra le due fedi è migliorata anche se spesso si trovano in concorrenza per prendersi l'egemonia sulle “anime” africane. La conversione al cristianesimo, ovviamente, richiede a colui che decide di ricevere il sacramento del battesimo l'abiura della precedente fede nei vodoun e nelle tecniche di divinazione. Solo il Brasile, in cui è nato di recente un movimento afro-americano cattolico che pratica entrambe le religioni, è un'eccezione considerata eretica da Roma.

## Umbanda e Macumba, culti afro-cristiani nel Nuovo Mondo
I culti vodoun brasiliani rappresentano un forte elemento di sincretismo con tratti del cristianesimo. Inoltre si sono sviluppati il kardecismo (spiritismo) e il Catimbo. Quest'ultimo nel suo nucleo originario è la religione degli Indios americani, che venera i caboclos, spiriti degli Indios morti, capaci di provocare, ma solo nel sacerdote, trance particolarmente violente. Come riporta Roger Bastide, la Macumba è un culto che, nelle sue cerimonie, invoca gli Eshou, spiriti assimilabili agli Orisha yoruba, pretos velhos (spiriti disincarnati degli antenati neri), e dei caboclos. La Macumba è una ridda di Eshou, Orisha, pretos velhos e caboclos, a seconda delle ipnosi e invocazioni spontanee. 
Nello spiritismo di Umbanda, derivato dalla Macumba, si delinea una dogmatica: gli spiriti dei trapassati, soprattutto quelli dei pretos velhos e caboclos, formano immense armate dette falangi: alla testa di ogni falange c'è un generale Orisha, sia sotto il suo nome africano, sia sotto il nome del suo corrispondente cattolico. Tale spiritismo unisce i Santi della chiesa cattolica, gli Orisha degli antichi schiavi africani e gli spiriti degli Indios.
Tale sincretismo afro-cattolico è divenuto molto forte con il passare degli anni tanto che ogni Orisha ha il suo corrispondente Santo cattolico e molti nativi si considerano sia cattolici sia fedeli alle tradizioni africane, tanto che partecipano alle Messe quanto al Candomblé ossia quella grande cerimonia afro-americana in onore degli Orisha in cui predominano nettamente i caratteri nagos-yoruba. Bahia, battezzata di recente Roma nera, vede celebrare feste e rituali che presentano differenze rispetto ai culti africani, dovute alla mescolanza di elementi bantu e sudanesi, oltre che cattolici. Hèvioso, ad esempio, è associato in Brasile con San Gerolamo, Yémanja, con Nostra Signora dell'Immacolata Concezione, Nana Buruku con Sant'Anna, Oshossi con San Giorgio di Cappadocia.
La Chiesa universale del regno di Dio, in Brasile, per esempio unisce ai temi della predicazione pentecostale elementi della cosmogonia Umbanda derivati da culti sincretici africani.

### I Loa ad Haiti
Le divinità Vodoun che gli schiavi africani portarono ad Haiti presero il nome di Loa, parola congolese per “spiriti” e sono divisi in tre gruppi:
- I Loa Rada, dal nome della città di Allada dell'antico Dahomey (oggi Benin). Questi dei sono i più paterni, protettivi, pacifici.
- I Loa Pedro chiamati così da don Pedro, un religioso vodoun spagnolo che diffuse nella seconda metà  del Settecento una danza violenta con convulsioni causate dall'assunzione di cognac e polvere da sparo. Tali dei derivano dall'incontro tra divinità africane e culti indigeni. Sono dei aggressivi, esigenti e violenti e nascono dalla rabbia degli schiavi che hanno sofferto per la diaspora.
- I Loa Kongo sono di origine bantu e rappresentano l'adattamento locale degli inkices, divinità provenienti dall'Angola e Congo.

## La Chiesa dei Cristiani Celesti
La Chiesa dei Cristiani Celesti (Ijo Mimo ti Kristi lati Orun wa, in yoruba e A Gun Wiwe Olon Ton in fongbè) è una fede sincretica africana nata di recente. È stata fondata a Porto Novo (Benin) nel 1947 da un falegname yoruba, "Samuel Oshoffa". Questi, in seguito a una visione, fu capace di effettuare miracoli. Stabilitosi poi in Nigeria (Ikeja, Lagos) il movimento si è diffuso rapidamente e con grande successo in tutta l'Africa occidentale. 
Ha assorbito vari elementi della liturgia cristiana protestante come i canti, le preghiere e le letture dei passi biblici, in particolare del Vecchio Testamento. Nello stesso tempo, ha assunto pratiche vodoun, come la danza al ritmo dei tamburi, la trance e il pasto comune alla fine della cerimonia. Durante la possessione gli adepti ricevono il dono della profezia e comunicano, spesso in lingue sconosciute, messaggi ai sacerdoti. Avvengono anche guarigioni di fedeli ammalati con aspersioni di acqua santa che scaccia gli spiriti maligni tra cui Satana.

## Reinterpretazioni di rituali locali nell'Africa post-coloniale
Nei contesti extra-europei, tra cui l'Africa, il significato di culti tradizionali ha assunto connotazioni specifiche soprattutto come reazione al controllo coloniale e alla subordinazione economica, politica, culturale, religiosa e militare. Il messianismo è un fenomeno che comprende tutti quei movimenti religiosi che credono nell'avvento di un'era di pace e felicità invocata da particolari rituali da parte dei fedeli. 
Attraverso tali movimento i fedeli riversavano la propria aspettativa e speranza in un futuro di indipendenza dalla dominazione straniera assumendo spesso connotati di ritorno a condizioni primordiali e originarie caratterizzate anche dalla ricomparsa degli antenati delle comunità locali tornati per cacciare gli stranieri invasori. Il messianismo fonde dunque tradizioni religiose locali con dottrine universalistiche come quella cristiana importata dai missionari durante il periodo coloniale. Apparentemente sembra solo a carattere religioso, ma in realtà è una manifestazione di resistenza coloniale e spesso di un revitalizzato nazionalismo. 
Esempi di questi movimenti sono società segrete (ad esempio le società Do, Bagre, Poro in Africa occidentale) le quali rappresentano vere e proprie subculture che esprimono nei propri rituali e simbologie forme di resistenza culturale nei confronti di culture esterne. Anche le confraternite senussi, muridi hanno assunto un ruolo decisivo nel processo di islamizzazione dell'Africa mediando con le religioni locali preislamiche e dando origine a culti sincretici. 
Molti di questi movimento hanno assunto risvolti politici di ribellione e resistenza nei confronti delle potenze straniere. Durante la dominazione coloniale rituali e performance culturali e religiose tradizionali in Africa hanno conosciuto nuove forme di sincretismo modellate dalla storia e dall'incontro-scontro con i colonialisti. 
Molti esempi vengono dall'Africa sub-sahariana e dimostrano come i culti, i rituali, le pratiche religiose e tutti gli altri elementi della dimensione culturale viaggino e si trasformino nella storia assumendo spesso significati e connotazioni nuove in relazione agli avvenimenti e dando vita a nuove sintesi culturali e religiose. Ad esempio il rituale "Ncwala" nello Swaziland che da festa annuale del raccolto e del rinnovamento politico locale, divenne un vero e proprio strumento di lotta contro il dominio inglese; i rituali di possessione in Zimbabwe che assunsero un importante ruolo politico nella lotta di liberazione dei ribelli ZANLA (Zimbabwe National Liberation Army); la "danza nyau" in Malawi che da antico rito eseguito in occasione di funerali e riti di iniziazione, assunse nuovi significati di resistenza al potere dei bianchi e dei missionari.

## Sintesi afro-islamiche
L'islam, dai primi tempi della sua espansione fino ad oggi, ha sempre avuto interessi particolari per l'Africa, dove trovarono rifugio temporaneo alcuni dei primi seguaci di Maometto; essi si stabilirono, infatti, presso il Negus in Etiopia, iniziando così un sottile e duraturo legame tra l'islam delle origini e il cristianesimo etiopico. Oggi ogni paese del continente africano possiede una comunità musulmana, piccola o grande, che si incontra e fonde spesso con elementi del cristianesimo e delle religioni tradizionali locali. Questo fenomeno ha generato sintesi culturali e religiose con risvolti e impostazioni variabili da regione a regione. In aree come il Maghreb il modello coranico ha plasmato i modelli religiosi del luogo: una forte arabizzazione si è attuata a partire dall'introduzione totale o parziale del diritto musulmano. 
In altre aree l'islam ha coabitato con altre religioni sviluppando un profilo personalizzato e fuso con tante componenti locali: un esempio è l'area egiziana in cui coesistono, non pacificamente, islam e la religione copta. 
Nell'Africa occidentale il contatto tra islam, cristianesimo e religioni locali, come il vudoun, hanno generato un islam alquanto diversificato definito in Senegal "islam di confraternite" o in Guinea "islam anti-confraternite". Durante i governi locali questi islam locali e personalizzati si sono sviluppati e rinnovati sotto nuove confraternite e, durante l'indipendenza, hanno raggiunto una forte affermazione nazionale e moderna.
L'incontro dell'islam con le religioni e culture locali ha dato vita perciò a forme sincretiche, "regionali" e personalizzate di culti: da un lato sono rimaste fedeli ai pilastri dell'islam, incluso il pellegrinaggio alla Mecca, dall'altro sono rimaste vicine a culti locali precedentemente descritti.